# فرودگاه آرنپریور/شهری جنوب رنفریو
فرودگاه آرنپریور/شهری جنوب رنفریو (به انگلیسی: Arnprior/South Renfrew Municipal Airport) (به زبان بومی: Arnprior Airport) یک فرودگاه همگانی است که یک باند فرود آسفالت دارد و طول باند آن ۱۲۰۵ متر است. این فرودگاه در کشور کانادا قرار دارد و در ارتفاع ۱۰۹ متری از سطح دریا واقع شده‌است.